# Елизавета Австрийская (1922—1993)
Елизавета Австрийская (31 мая 1922, Мадрид — 6 января 1993, Дойчфайстриц) — австрийская принцесса, дочь императора Австрии Карла I и Циты Бурбон-Пармской.

## Жизнь
Елизавета родилась 31 мая 1922 года. Её отец Карл I, свергнутый в 1918 году император, заболел и умер от пневмонии 1 апреля 1922 года за два месяца до её рождения. После его смерти король Испании Альфонсо XIII пригласил беременную Циту жить в Испании. Цита родила Елизавету в Королевском дворце Эль-Пардо в Мадриде. Ее назвали в честь императрицы Елизаветы, жены австрийского императора Франца Иосифа. Карл выбрал ей имя заранее, каким-то образом зная, что родится девочка. У неё было пять старших братьев и две старших сестры.
По приглашению Альфонсо они поселились во дворце Урибаррен в Лекейтио в Бискайском заливе. В течение следующих шести лет Цита занималась воспитанием и обучением своих детей. У них было много уроков, причём нагрузка распределялась согласно возрасту детей; таким образом, у Отто было наибольшее количество занятий, а у Елизаветы — наименьшее. Их мать любила фотографировать их расставив по росту: Отто (самый высокий) на одном конце и Елизавета (самая маленькая) на другом. Они были стеснены в средствах и жили в основном за счёт доходов от частной собственности в Австрии и виноградника в Йоганнисберге. Другие члены изгнанной династии Габсбургов забирали бо́льшую часть этих денег, а также были регулярные ходатайства о помощи от бывших имперских чиновников.
В 1929 году семья Елизаветы переехала в Стиноккерзел, небольшой бельгийский городок недалеко от Брюсселя. Поскольку у них были близкие родственники в Бельгии, её старшие братья и сестры решили поступить там университет. Однако они были вынуждены бежать в 1940 году, когда немецкие войска вторглись в Бельгию. Они едва спаслись от прямого попадания немецкого бомбардировщика в замок и бежали во Францию, в замок брата Циты, принца Хавьера, в Босте. С приходом к власти правительства коллаборационистов Филиппа Петена, Габсбурги бежали к испанской границе, добравшись до неё 18 мая. Они переехали в Португалию, где 9 июля правительство США выдало семье выездные визы. После опасного путешествия они прибыли в Нью-Йорк 27 июля.
В конце концов австрийские беженцы поселились в Квебеке, поскольку там говорили по-французски (младшие дети, включая Елизавету, ещё не говорили по-английски), где они учились в Университете Лаваля. Поскольку они были отрезаны от всех европейских фондов, они были стеснены в финансах как никогда. Все её братья активно участвовали в военных действиях. Отто продвигал роль династии в послевоенной Европе и регулярно встречался с Франклином Рузвельтом; Роберт был представителем Габсбургов в Лондоне; Карл Людвиг и Феликс вступили в армию США; Рудольф нелегально вернулся в Австрию в последние дни войны, чтобы помочь организовать сопротивление.

## Дети
12 сентября 1949 года в Линьере Елизавета Австрийская вышла замуж за принца Генриха фон Лихтенштейна. Он был сыном принца Альфреда Романа фон Лихтенштейна (сын Альфреда фон Лихтенштейна) и Марии Терезии, принцессе Эттинген-Валлерштейнской. Он был двоюродным братом правящего князя Франца Иосифа II.
У супругов было пятеро детей:
- Принц Винченцо Карл (30 июля 1950 — 14 января 2008), был дважды женат, от первого брака с Элен де Коссе-Бриссак (род. 1960) родились две дочери Адельхайд (род. 1981) и Хедвига (род. 1982), от второго брака детей нет
- Принц Михаил Карл (род. 10 октября 1951), женат, имеет детей
- Принцесса Шарлотта Мария (род. 3 июля 1953), была замужем за Питером ван дер Билом, имела троих детей
- Принц Кристоф Карл (род. 11 апреля 1956), не женат, детей не имеет
- Принц Карл Мария (род. 31 августа 1957), не женат, детей не имеет